# Gustav von Mauchenheim
Gustav Maria Benno Freiherr von Mauchenheim genannt Bechtolsheim, född 16 juni 1889 i München, död 25 december 1969 i Nonnenhorn, var en tysk officer som uppnådde generalmajors grad under andra världskriget. I egenskap av befälhavare för 707:e infanteridivisionen var han ansvarig för mångtaliga krigsförbrytelser i Vitryssland i samband med Operation Barbarossa. von Mauchenheim lät bland annat offentligt hänga partisanerna Masja Bruskina, Volodja Sjtjerbatsevitj och Kiril Trus i oktober 1941.
Under von Mauchenheims befäl var divisionen delaktig i massmordet på 10 000 vitryska judar i slutet av 1941 och i början av 1942. Den 10 oktober 1941 gav von Mauchenheim ordern "Zigenare skall omedelbart efter gripandet skjutas på stället."